# Gajana
Gajana (en italien : Gaiano) est une localité de Croatie située en Istrie, dans la municipalité de Vodnjan, dans le comitat d'Istrie. En 2001, la localité comptait 144 habitants.

## Démographie
| 1948 | 1953 | 1961 | 1971 | 1981 | 1991 | 2001 |
| ---- | ---- | ---- | ---- | ---- | ---- | ---- |
| 349  | 231  | 227  | 184  | 150  | 135  | 144  |